# Salero de Francisco I de Francia
El Salero de Francisco I de Francia (en Viena se le llama por su nombre italiano, Saliera) es una obra del escultor, orfebre y escritor italiano Benvenuto Cellini, que forma parte de la colección de artes decorativas del Kunsthistorisches en Viena. Sus dimensiones son 26 centímetros de alto y con una base de alrededor de 33,5 cm de ancho. Esta obra maestra de la orfebrería esta realizada con marfil, oro y esmalte.

## Origen del salero
Fue modelado y fundido entre 1539 y 1543 para el rey Francisco I de Francia, a partir de modelos que habían sido preparados muchos años antes para el Cardenal Hipólito de Este. Este salero está formado por Neptuno que protege la sal pues viene del mar y la Tierra pues de allí se obtiene la pimienta.  
Pasó a poder de los Habsburgo austriacos como un regalo de Carlos IX de Francia al archiduque Fernando II del Tirol. Originariamente era parte de la colección de arte Habsburgo en el Castillo de Ambras, pero luego se trasladó al Kunsthistorisches de Viena en el siglo XIX.
Este salero es la única obra de oro conocida que puede atribuirse con certeza a Cellini y a veces se habla de él como la «Mona Lisa de la escultura». Fue creado dentro del estilo manierista y representa alegóricamente la Terra e Mare en las propias palabras de Cellini en su Autobiografía, alegóricamente en las figuras de Neptuno, dios del mar y Ceres, diosa de la tierra, simbolizando su unión al producir sal procedente de la tierra.
Dos años después de acabar esta obra, Cellini regresó a Florencia, bajo el mecenazgo de Cosme I de Médici, Gran duque de Toscana.

## Robo y devolución
El 1 de mayo de 2003 se robó este salero del Kunsthistorisches, que en aquella época estaba recubierto de andamios debido a obras de reforma. El museo ofreció una recompensa de setenta mil euros por su recuperación. El salero se recuperó el 21 de enero de 2006 enterrado en una caja de plomo en un bosque cerca de la ciudad de Zwettl, Austria, alrededor de 90 km al norte de Viena. La Policía emitió fotos del sospechoso, Robert Mang, que se entregó después de ser reconocido por sus parientes.